# Rheumaptera albofasciata
Rheumaptera albofasciata là một loài bướm đêm trong họ Geometridae.